# Steven Enoch
Steven Coy Enoch (Norwalk, 18 settembre 1997) è un cestista statunitense naturalizzato armeno.

## Palmarès
- Basketball Champions League Second Best Team: 1

Rytas Vilnius: 2024-2025

## Statistiche

### College
| Anno      | Squadra              | PG  | PT | MP   | TC%  | 3P%  | TL%  | RP  | AP  | PRP | SP  | PP  |
| --------- | -------------------- | --- | -- | ---- | ---- | ---- | ---- | --- | --- | --- | --- | --- |
| 2015-2016 | UConn Huskies        | 27  | 0  | 7,0  | 54,3 | -    | 42,9 | 1,5 | 0,0 | 0,0 | 0,1 | 1,6 |
| 2016-2017 | UConn Huskies        | 29  | 3  | 12,1 | 41,0 | 0,0  | 68,2 | 2,3 | 0,1 | 0,2 | 0,6 | 3,4 |
| 2018-2019 | Louisville Cardinals | 34  | 14 | 19,1 | 52,8 | 35,9 | 81,8 | 5,2 | 0,2 | 0,2 | 0,6 | 9,4 |
| 2019-2020 | Louisville Cardinals | 31  | 28 | 20,4 | 51,6 | 33,3 | 74,0 | 5,6 | 0,4 | 0,3 | 0,6 | 9,5 |
| Carriera  | Carriera             | 121 | 45 | 15,1 | 50,7 | 34,3 | 73,6 | 3,8 | 0,2 | 0,2 | 0,5 | 6,2 |

### Eurolega
| Anno      | Squadra        | PG | PT | MP   | TC%  | 3P%  | TL%  | RP  | AP  | PRP | SP  | PP  |
| --------- | -------------- | -- | -- | ---- | ---- | ---- | ---- | --- | --- | --- | --- | --- |
| 2021-2022 | Saski Baskonia | 32 | 17 | 20,4 | 55,0 | 37,5 | 82,0 | 5,6 | 0,8 | 0,2 | 0,4 | 9,5 |
| 2022-2023 | Saski Baskonia | 24 | 6  | 12,9 | 58,3 | 33,3 | 63,6 | 2,9 | 0,2 | 0,2 | 0,4 | 5,1 |
| Carriera  | Carriera       | 56 | 23 | 17,2 | 55,9 | 36,4 | 75,5 | 4,4 | 0,5 | 0,2 | 0,4 | 7,6 |